# Orcesis unicolor
Orcesis unicolor là một loài bọ cánh cứng trong họ Cerambycidae.